# Коллінсвілл (Коннектикут)
Коллінсвілл (англ. Collinsville) — переписна місцевість (CDP) в США, в окрузі Гартфорд штату Коннектикут. 